# Steve Marlet
Steve Marlet, född 10 januari 1974, är en fransk före detta fotbollsspelare. Senaste klubben som han representerade var FC Lorient i den franska högsta-serien Ligue 1. Andra franska klubbar som han spelat för är bland annat Olympique Marseille och Olympique Lyon. Han spelade även i Premier League för Fulham FC under två säsonger. Han har sammanlagt spelat 23 landskamper för Frankrike och deltog bland annat i EM 2004 i Portugal.